# Abdomen acut
Abdomenul acut este un sindrom abdominal dramatic care poate fi provocat de diferite afecțiuni grave ale organelor abdominale.
Se manifestă prin:
- debut brusc;
- dureri abdominale violente;
- contractura musculaturii pereților foarte puternică;
- greață, vărsături;
- febră ridicată
- față înspăimântată;
- abdomen balonat.

Cauzele abdomenului acut pot fi:
- peritonite acute provocate de perforația stomacului (ulcer), apendicelui, colecistului inflamatic, pancreasului;
- ocluzii intestinale (ileus) care provoacă întreruperea tranzitului intestinal și spargerea organului, hernie încarcerată, tumoare abdominală, ghem de limbrici;
- sarcină extrauterină, mai ales în trompe, care se rup când fătul ajunge la o anumită mărime și se produce o hemoragie internă mare.

Uneori, colice renale, hepatice, intestinale pot limita simptomatologia abdomenului acut.
În toate cazurile, trebuie, de urgență, consultat medicul deoarece necesită intervenție chirurgicală.
|  | Wikipedia NU este un cabinet medical! În cazul în care aveți nevoie de ajutor medical, vă rugăm să contactați un specialist! |